# محمد الصناني
محمد علي الصناني من مواليد 13 مايو 1984 في طرابلس، ليبيا، وهو لاعب كرة قدم ليبي يلعب حاليا لنادي الاتحاد.

## روابط خارجية
- محمد الصناني على موقع قاعدة بيانات كرة القدم.إي يو (الإنجليزية)
- محمد الصناني على موقع ناشيونال فوتبول تيمز (الإنجليزية)